# Eupithecia cariosa
Eupithecia cariosa är en fjärilsart som beskrevs av William Schaus 1913. Eupithecia cariosa ingår i släktet Eupithecia och familjen mätare. Inga underarter finns listade i Catalogue of Life.